# Allan McGregor
Allan McGregor (ur. 31 stycznia 1982 w Edynburgu) – szkocki piłkarz występujący na pozycji bramkarza. Zawodnik klubu Rangers FC.

## Kariera
8 sierpnia 2006 McGregor otrzymał od klubu wolną rękę w szukaniu nowego klubu. Małe zainteresowanie graczem (jedyna oferta ze strony Sheffield United F.C. oraz kłopoty z bramkarzami szkockiego klubu wymusiły podpisanie z nim nowego, 3-letniego kontraktu 27 października tegoż roku.
Jego debiut w europejskich pucharach nastąpił podczas zremisowanego 0-0 spotkania z Molde FK w Pucharze UEFA. Podczas rewanżowego meczu w Glasgow McGregor zanotował wiele ładnych parad i obron, wobec czego stał się pewniakiem w składzie The Gers i ulubieńcem kibiców, ponadto został nagrodzony tytułem piłkarza meczu za miesiąc wrzesień. Potem, po powrocie Letiziego, stracił na chwilę miejsce w składzie, ale Francuz w przegranym 0:1 meczu z Inverness przepuścił fatalną bramkę i 25-latek powrócił do bramki Rangers. Pomimo tego menedżer drużyny z Glasgow, Paul Le Guen dawał potem parokrotnie szansę Francuzowi, aż ten doznał bolesnej kontuzji podczas rozgrzewki przed meczem Rangersów z Maccabi Hajfa.
McGregor był dwa razy wypożyczany z Glasgow; za pierwszym razem oddano go do St. Johnstone F.C., gdzie zaliczając sześć czystych kont z rzędu, pobił klubowy rekord. W sezonie 2005/06 grał w Dunfermline Athletic, będąc tam partnerem m.in. Bartosza Tarachulskiego.
30 stycznia 2007, szkoleniowiec reprezentacji Szkocji, eks-trener Rangers Ally McCoist powołał McGregora do pierwszego składu kadry.
22 lutego br. McGregor został wyrzucony z boiska podczas meczu Pucharu UEFA z izraelskim Hapoel Tel Awiw, który Rangers zwyciężyli 4:0. Po drugiej bramce Fergusona, włoski sędzia Matteo Trefoloni wręczył bramkarzowi czerwoną kartkę za popychanie za linią końcową rezerwowego Izraelczyków, Luciano de Bruno. Nagrania telewizyjne potwierdziły zachowania Szkota, za co początkowo otrzymał on 2 mecze kary, potem zredukowano je do jednego.
22 lipca 2012 r. po ponad 14-letniej grze dla Rangersów opuścił klub. Podpisał 2-letni kontrakt z Beşiktaşem JK. Na początku sezonu 2013/14 przeniósł się do Hull City.